# Ghanem Bashir
Ghanem Bashir (Arabic:غانم بشير) (sinh ngày 11 tháng 11 năm 1986) là một cầu thủ bóng đá người Các Tiểu vương quốc Ả Rập Thống nhất. Hiện tại anh thi đấu cho Ittihad Kalba.